# Павловиці (Єнджейовський повіт)
Павловиці (пол. Pawłowice) — село в Польщі, у гміні Сендзішув Єнджейовського повіту Свентокшиського воєводства.
Населення — 354 особи (2011).
У 1975-1998 роках село належало до Келецького воєводства.

## Демографія
Демографічна структура на день 31 березня 2011 року:
|          | Загалом | Допрацездатний вік | Працездатний вік | Постпрацездатний вік |
| -------- | ------- | ------------------ | ---------------- | -------------------- |
| Чоловіки | 168     | 37                 | 113              | 18                   |
| Жінки    | 186     | 45                 | 87               | 54                   |
| Разом    | 354     | 82                 | 200              | 72                   |